# Pokémon Sun và Moon
Pokémon Sun và Pokémon Moon (ポケットモンスター　サン・ムーン Poketto Monsutā San & Mūn) là những trò chơi video nhập vai do Game Freak phát triển, The Pokémon Company và Nintendo phát hành cho Nintendo 3DS . Hai trò chơi này là những phần đầu tiên trong thế hệ trò chơi Pokémon thứ bảy. Game được công bố lần đầu tiên vào tháng 2 năm 2016 thông qua một chương trình Nintendo Direct đặc biệt, cả Sun và Moon đều cùng phát hành trên toàn thế giới vào ngày 18 tháng 11 năm 2016, trùng với kỷ niệm 20 năm nhượng quyền thương mại thương hiệu Pokémon. Hai trò chơi tiếp theo là Pokémon Ultra Sun và Pokémon Ultra Moon cũng đã phát hành cho Nintendo 3DS vào ngày 17 tháng 11 năm 2017.
Các tựa game này bắt đầu được phát triển sau khi hoàn thành các trò chơi trước đó, với sự nhấn mạnh vào các tương tác với Pokémon. Giống như các phần trước, game đi theo hành trình của một nhà huấn luyện Pokémon trẻ ở vùng Alola, dựa trên quần đảo Hawaii, với mục tiêu của trò chơi là phá vỡ các kế hoạch của Băng Đầu Lâu, và sau đó là Tổ chức Aether, tất cả sự kiện này là để thách thức các nhà huấn luyện Pokémon khác nhau với độ khó tăng dần. Sun và Moon giới thiệu thêm 81 loài Pokémon và các tính năng mới như dạng Alola của Pokémon thế hệ trước, chiêu thức mạnh mẽ được gọi là Z-Moves, tiếng Việt gọi là Chiêu Z hoặc Tuyệt Kỹ Z, sinh vật mạnh mẽ được gọi là Ultra Beasts, cơ chế chiến đấu và huấn luyện được cập nhật và đồ họa 3D đa giác được cải tiến. Mặc dù phần lớn độc lập với nhau, hai trò chơi đi theo một cốt truyện tương tự và trong khi có thể chơi riêng, giao dịch Pokémon giữa hai trò chơi được cho phép và cần thiết để hoàn thành Pokédex, giống như trong các phần trước.
Hai trò chơi đã nhận được các đánh giá tốt từ các nhà phê bình, những người hoan nghênh sự thay đổi so với công thức được sử dụng trong các trò chơi Pokémon trước đó và ca ngợi lối chơi của Sun và Moon trong khi chỉ trích việc thiếu nội dung ngoài cốt truyện chính. Khi phát hành, hai trò chơi đã trở thành một trong những trò chơi bán chạy nhất trong lịch sử của Nintendo. Đến nay, Sun và Moon đã bán được hơn 16 triệu bản trên toàn thế giới, trở thành những tựa game cho Nintendo 3DS bán chạy thứ ba, sau Mario Kart 7 và loạt trò chơi tiền nhiệm trước đó, Pokémon X và Y.

## Lối chơi
Pokémon Sun và Moon là những trò chơi video nhập vai có yếu tố phiêu lưu, lấy bối cảnh vùng Alola hư cấu (dựa trên Hawaii), được trình bày dưới góc nhìn của người thứ ba, trên cao. Người chơi điều khiển một nhà huấn luyện Pokémon trẻ thực hiện nhiệm vụ bắt và huấn luyện các sinh vật được gọi là Pokémon và giành chiến thắng trong các trận đấu với các nhà huấn luyện khác. Bằng cách đánh bại Pokémon đối thủ trong các trận chiến theo lượt, Pokémon của người chơi có được kinh nghiệm, cho phép chúng tăng cấp và tăng số liệu thống kê trận chiến, học các kỹ thuật chiến đấu mới và trong một số trường hợp, sẽ tiến hóa thành Pokémon mạnh hơn. Người chơi có thể bắt Pokémon hoang dã, được tìm thấy trong các cuộc chạm trán ngẫu nhiên, bằng cách làm suy yếu chúng trong trận đấu và bắt chúng bằng Bóng chứa Poké, cho phép thêm chúng vào nhóm của bạn. Người chơi cũng có thể chiến đấu và trao đổi Pokémon của mình với những người chơi khác bằng cách sử dụng các tính năng kết nối của Nintendo 3DS. Giống như các trò chơi trước trong sê-ri, một số Pokémon nhất định chỉ có thể đạt được ở cả Sun hoặc Moon, với những người chơi được khuyến khích giao dịch với những người khác để có được tất cả Pokémon từ cả hai phiên bản.

### Tính năng mới

Màn hình dưới cùng trong Sun và Moon là một Rotom, hiển thị vị trí của người chơi trong bản đồ. Cờ đỏ chỉ ra một địa điểm trong câu chuyện.

Pokémon Sun và Moon được trình bày dưới dạng đồ họa đa giác ba chiều (3D), giống như trò chơi tiền nhiệm trước đó, cho phép tương tác nhiều hơn với thế giới bên ngoài và hành động năng động hơn trong các trận chiến. Tuy nhiên, các mô hình nhân vật trong Sun và Moon sở hữu tỷ lệ thực tế hơn so với các mô hình theo kiểu chibi được sử dụng trong Pokemon X và Y hoặc Pokémon Omega Ruby và Alpha Sapphire. Người chơi cũng có thể tùy chỉnh ngoại hình của nhà huấn luyện Pokémon, chọn giới tính, màu da và màu tóc khi bắt đầu trò chơi và sau đó có thể mua trang phục và phụ kiện để thay đổi ngoại hình của nhân vật. Tham gia vào các thế hệ Pokémon trước đây đều là những loài mới, chẳng hạn như Pokémon khởi đầu mới: Mokuroh, Nyabby và Ashimari và các Pokémon trong thế giới Pokémon hư cấu được mô tả là huyền thoại, cụ thể là Solgaleo và Lunala.
Pokémon Sun và Moon là những trò chơi đầu tiên trong sê-ri có sẵn trong tiếng Trung, cả phồn thể và giản thể, cùng với tiếng Anh, tiếng Pháp, tiếng Tây Ban Nha, tiếng Ý, tiếng Đức, tiếng Nhật và tiếng Hàn, tổng cộng có 9 ngôn ngữ có sẵn. Hai trò chơi giới thiệu các biến thể của Pokémon từng được giới thiệu trong các trò chơi cũ với kiểu dáng và ngoại hình mới, được gọi là Alolan Forms, tạm dịch tiếng Việt là Hình dạng Alola. Rokon và Kyukon của vùng Alola, thuộc hệ Lửa ở các vùng khác, nhưng có hệ Băng và Băng/Tiên ở Alola. Sand và Sandpan vùng Alola, có hệ Đất ở các khu vực khác, nhưng lại có hệ Băng và Thép ở Alola. Trong suốt trò chơi, người chơi sử dụng một Pokédex sở hữu bởi một Rotom trên màn hình cảm ứng phía dưới, hiển thị một bản đồ nhỏ chứa các điểm đánh dấu cho các mục tiêu câu chuyện.
Pokémon Sun và Moon giới thiệu một loại cơ chế mới mạnh mẽ được gọi là Z-Moves, tạm dịch tiếng Việt là Chiêu Z hoặc Tuyệt Kỹ Z, chỉ có thể sử dụng một lần trong một trận chiến. "Poké Finder" là một chức năng của Rotom Pokédex, cho phép người chơi chụp ảnh Pokémon ngoài tự nhiên, tương tự như Pokémon Snap. Ngoài ra, đồng hồ của hai trò chơi được đặt cách nhau 12 giờ, với Sun hoạt động theo thời gian của 3DS và Moon hoạt động trước 12 giờ. Tùy biến nhân vật như đã thấy trước đây trong X và Y xuất hiện trở lại trong Sun và Moon. Tính năng "Pokémon Refresh" mới cho phép người chơi chăm sóc và cho Pokémon của người chơi ăn. Mega Evolution, tiếng Việt gọi là Tiến hóa Mega, một cơ chế trò chơi được giới thiệu lần đầu tiên trong X và Y, cũng xuất hiện trở lại trong Sun và Moon. Battle Tree là một địa điểm cho phép người chơi chiến đấu hoặc hợp tác với các nhà huấn luyện Pokémon, bao gồm các nhà huấn luyện vùng Kanto trong Red và Blue. Người chơi cũng có thể giao dịch hoặc chiến đấu với những người chơi khác trực tuyến. Từ một địa điểm được gọi là Festival Plaza, người chơi có thể tham gia vào "Nhiệm vụ toàn cầu", nơi mọi người từ khắp nơi trên thế giới làm việc hướng tới một mục tiêu đã đặt ra - chẳng hạn như bắt 100 triệu Pokémon chung.

### Kết nối
Pokémon thu phục trong Pokémon X, Y, Omega Ruby và Alpha Sapphire có thể được chuyển sang Sun và Moon. Hai trò chơi cũng tương thích với Pokémon Bank, một hệ thống lưu trữ Pokémon trực tuyến được giới thiệu trong các thế hệ trò chơi Pokémon trước đây. Trọng một chương trình Pokémon Direct đặc biệt diễn ra vào ngày 26 tháng 2 năm 2016, Tsunekazu Ishihara từ The Pokémon Company thông báo rằng Pokémon bị thu phục trong các phiên bản Virtual Console của Red, Blue và Yellow có thể chuyển sang Sun và Moon thông qua Pokémon Bank. Khả năng tương thích với Pokémon Bank ban đầu được lên kế hoạch để xuất hiện trong buổi ra mắt của trò chơi nhưng đã bị trì hoãn và sau đó có sẵn vào ngày 24 tháng 1 năm 2017. Tomy cũng phát hành một đồ chơi tương tác ngoại vi giống như Z-Ring, đồng bộ hóa với việc sử dụng Z-Moves trong các trò chơi.

## Nội dung

### Bối cảnh

Vùng Alola bao gồm một số đảo có quy mô khác nhau; từ trái sang phải: Đảo Exeggutor, Đảo Poni, Đảo Melemele, Đảo Akala và Đảo Ula'ula. Cấu trúc màu trắng ở phía nam đảo Melemele là Thiên đường Aether có cấu trúc nổi rất lớn.

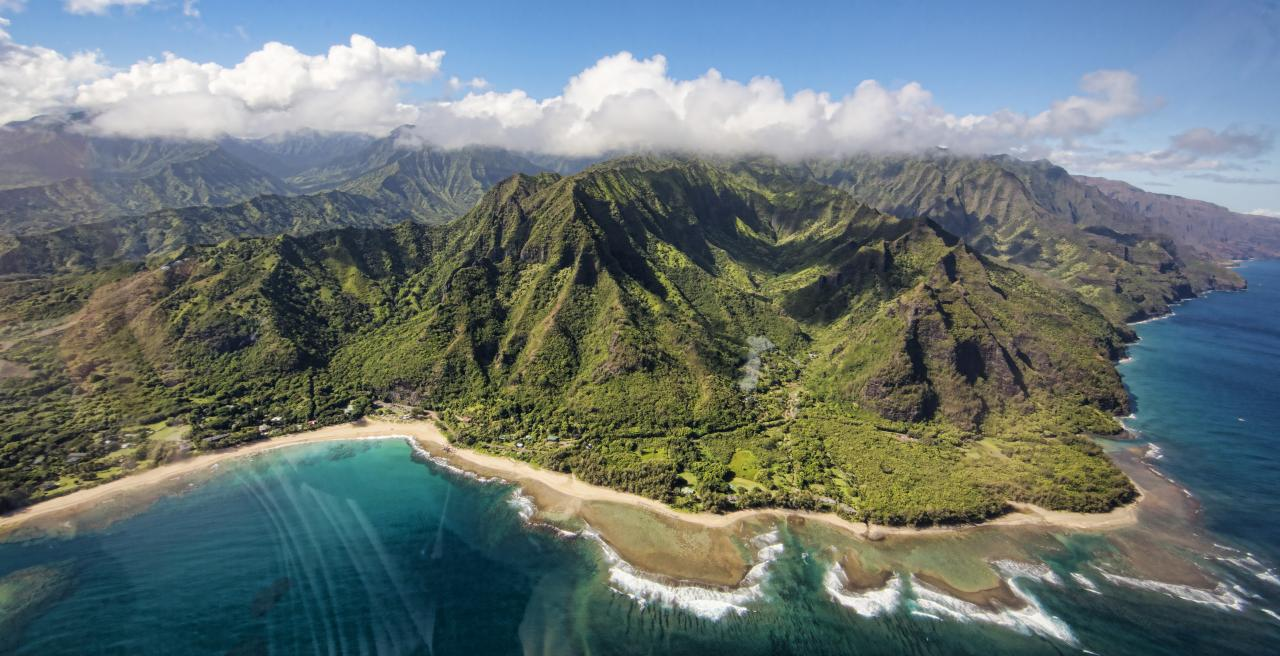
Vùng Alola lấy cảm hứng rất nhiều từ Hawaii, với các nhân viên của Game Freak đã đến thăm các hòn đảo để tiến hành nghiên cứu cho trò chơi.

Bối cảnh chính của hai trò chơi diễn ra trên các hòn đảo nhiệt đới của vùng Alola, là một cụm quần đảo. Joe Skrebels của IGN mô tả nó là "Lấy Pokémon ở Hawaii". Trong một cuộc phỏng vấn tại E3 2016, Shigeru Ohmori lưu ý rằng nhân viên của Game Freak đã có những chuyến đi đến Hawaii để tiến hành nghiên cứu cho Sun và Moon.
Nhà khoa học hàng đầu ở vùng Alola là Giáo sư Kukui, tên bắt nguồn từ cây lai, còn được gọi là kukui trong tiếng Anh, là một loài cây của vùng Hawaii, tiếp tục xu hướng dùng theo tên của cây để đặt tên cho giáo sư Pokémon. Băng Đầu Lâu là tên của nhóm tội phạm ở vùng Alola. Tổ chức Aether là một tổ chức nghiên cứu Ultra Beasts, những sinh vật bí ẩn đến từ không gian khác. Giáo sư Okido không xuất hiện ở Sun và Moon, anh họ Nariya Okido thay thế ông.

### Câu chuyện
Người chơi bắt đầu là một thanh niên di chuyển từ vùng Kanto đến đảo Melemele thuộc của vùng Alola cùng với mẹ. Sau khi gặp Lillie và giải cứu Pokémon Hoshigumo-chan đặc biệt của cô, họ đã nhận được một Pokémon khởi đầu từ Giáo sư địa phương, Kukui, và bắt tay vào thực hiện các thử thách trên đảo, một thử thách kéo dài ở Alola, cùng với chàng trai trẻ địa phương Hau. Không giống như trong các trò chơi trước, các thử thách liên quan đến các trận chiến với Pokémon được hỗ trợ, sau đó là các trận chiến với các đảo vương Kahuna của mỗi hòn đảo sau khi hoàn thành thử thách của một hòn đảo. Trong suốt thời gian này, người chơi bắt gặp Băng Đầu Lâu, một nhóm người bỏ cuộc thử thách trên đảo với các thành viên bao gồm thủ lĩnh Guzma và người thực thi Gladion. Họ cũng sẽ gặp Tổ chức Aether (Aether Foundation), một tổ chức nhằm che chở Pokémon khỏi các mối đe dọa khác nhau.
Trong chuyến viếng thăm căn cứ của Tổ chức Aether, Thiên đường Aether, là một cấu trúc nổi rất lớn, một Siêu thú bí ẩn xuất hiện từ một hố sâu nhưng rút lui trước khi nó có thể bị đánh bại hoặc bắt giữ. Sau đó, sau khi người chơi đánh bại Băng Đầu Lâu tại căn cứ của họ, Gladion tiết lộ rằng Băng Đầu Lâu đã làm việc cho Tổ chức Aether, bắt cóc Hoshigumo-chan để sử dụng sức mạnh của nó trong việc triệu tập Ultra Beasts. Người chơi sau đó tiến hành chiến đấu qua Thiên đường Aether với sự giúp đỡ của Hau và Gladion, cuối cùng đánh bại chủ tịch tổ chức là Lusamine, người được tiết lộ là mẹ của Gladion và Lillie. Mặc dù vậy, Lusamine và Guzma vẫn có thể mở Lỗ đen Ultra, với sức mạnh đã được ép xung trước của Nebby, vận chuyển chúng đến Không gian Ultra (chiều của Ultra Beasts). Điều này khiến Nebby tiến hóa thành hình dạng giống cái kén trong khi Ultra Beasts được giải phóng đến các đảo của Alola, buộc các đảo vương Kahuna và vị thần hộ mệnh phải chiến đấu với chúng.
Tiếp tục đến hòn đảo cuối cùng, người chơi và Lillie thực hiện một nghi thức để Hoshigumo-chan tiến hóa thành hình thức cuối cùng của nó - Solgaleo hoặc Lunala tùy thuộc vào phiên bản - tại Altar của hòn đảo. Với sức mạnh mới của Hoshigumo-chan, người chơi và Lillie tới Ultra Space và tìm thấy Lusamine, người không muốn được giải cứu, cho phép mình bị chiếm giữ bởi một Ultra Beast họ gặp phải trước đó. Sau khi đánh bại Lusamine điên cuồng, người chơi quay trở lại Alola và lên núi Lanakila để thách đấu Alola Pokémon League Elite Four mới thành lập. Trong trận đấu cuối cùng, họ đánh bại Kukui để trở thành nhà vô địch Liên Minh Pokémon đầu tiên của Alola. Trong phần tín dụng, người chơi chiến đấu với vị thần hộ mệnh của Melemele là Kapu-Kokeko sau một lễ kỷ niệm, với Lillie và Lusamine rời Alola đến Kanto vào ngày hôm sau.
Sau khi trở thành nhà vô địch, người chơi được liên lạc bởi hai thành viên của Cảnh sát quốc tế: Anabel (người đứng đầu Battle Tower trong Pokémon Emerald) và Looker (một nhân vật phụ trong Pokémon Diamond, Pearl, và Platinum). Người chơi hỗ trợ hai người xử lý các Siêu thú hoang dã mà Lusamine thả vào Alola trong một loạt các nhiệm vụ. Sau nhiệm vụ cuối cùng, Looker tiết lộ rằng anh ta đã nhìn thấy một Ultra Beast khác, mặc dù Anabel đã bác bỏ điều này. Nếu người chơi sau đó đi đến Ten Carat Hill, họ sẽ gặp Necrozma.

## Phát triển
Đạo diễn trò chơi Shigeru Ohmori tuyên bố rằng việc lựa chọn Sun và Moon (Mặt trời và Mặt trăng) làm tiêu đề được lấy cảm hứng từ hai thiên thể đại diện cho phép ẩn dụ về mối quan hệ của con người. Hawaii được chọn làm nền tảng làm khu vực của trò chơi theo tiêu đề, do đêm rõ ràng và ánh nắng mặt trời dồi dào. Việc phát triển hai trò chơi bắt đầu ngay sau khi Pokémon Omega Ruby và Alpha Sapphire hoàn thành và Ohmori giữ vị trí giám đốc trò chơi. Vì các trò chơi sẽ được phát hành vào dịp kỷ niệm 20 năm của nhượng quyền thương mại thương hiệu Pokémon, Sun và Moon đã được phát triển tương đối từ đầu với việc áp dụng các thay đổi triệt để hơn so với phiên bản trước. Một cách riêng biệt, anh cũng đề cập rằng hai trò chơi dự định tập trung nhiều hơn vào Pokémon và bản chất của trò chơi, bên cạnh các tương tác của người chơi với chúng.
Pokémon đầu tiên của thế hệ thứ bảy được thiết kế là Jyarako. Liên quan đến các thiết kế khác của thế hệ, Ohmori đã đề cập đến việc "[để] hoặc kỷ niệm 20 năm, chúng tôi muốn có nhiều điều bất ngờ đặc biệt.....chúng tôi muốn có một yếu tố hài hước". Pokémon từ Red và Blue là những loài duy nhất có hình dạng Alola - theo Ohmori, đây là một bất ngờ đặc biệt đối với những người chơi lâu năm và đơn giản là do Pokémon cũ dễ nhận biết hơn. Theo xu hướng giữa các thế hệ mới hơn của loạt xê-ri chính, các nhà thiết kế của Sun và Moon đã tập trung vào các chuyển động trên các mô hình 3D đầy đủ từ X và Y để tạo ra các sinh vật sống động hơn.
Bất chấp những thành công của Pokémon Go, các nhà phát triển tuyên bố rằng nó không ảnh hưởng đến việc phát triển trò chơi Sun và Moon, mặc dù nó đã cải thiện nhận thức cộng đồng về nhượng quyền thương mại thương hiệu nói chung và họ đang làm việc để phát triển tính tương tác giữa ứng dụng và loạt trò chơi chính. Ohmori nói thêm rằng trong quá trình phát triển Sun và Moon, họ đã "thiết kế lại hoàn toàn hệ thống, và thực sự cuối cùng đã đẩy 3DS đi xa hơn những gì họ nghĩ là họ có thể rút ra được". Với đội ngũ khoảng 120 người, hai trò chơi mất khoảng ba năm để phát triển, tương đương với các trò chơi thế hệ mới khác. Sau đó, Kazumasa Iwao, người chịu trách nhiệm cho các hệ thống chiến đấu trong Sun và Moon, được tuyển dụng làm đạo diễn cho Ultra Sun và Ultra Moon.

### Âm nhạc
Theo nhà soạn nhạc Junichi Masuda, người đồng sản xuất trò chơi, các bản nhạc được sử dụng trong Sun và Moon được dựa trên phong cách âm nhạc truyền thống của Hawaii. Tuy nhiên, trong khi nó sử dụng nhịp điệu cốt lõi của họ, âm nhạc của Alola sử dụng những giai điệu "hoàn toàn khác biệt" trong khi vẫn mang đến cảm giác như một hòn đảo nhiệt đới. Vào ngày 30 tháng 11 năm 2016, Nintendo 3DS Pokémon Sun and Moon Super Music Complete (ニンテンドー3DS ポケモン サン・ムーン スーパーミュージック・コンプリート Nintendō 3 Dī Esu Pokémon San · Mūn Sūpā Myūjikku Konpūrito), một bản nhạc bốn đĩa chứa 169 bài hát, 160 từ hai trò chơi và 9 bản đặc biệt, đã được phát hành tại Nhật Bản. Bản phát hành quốc tế, được gọi là Pokémon Sun & Pokémon Moon: Super Music Collection, được phát hành trên iTunes cùng ngày.

## Tiếp thị và phát hành
Vào ngày 25 tháng 2 năm 2016, sự tồn tại của hai trò chơi đã bị rò rỉ khi các chứng nhận sở hữu bản quyền thương hiệu Nintendo của hai trò chơi được tìm thấy trên trang web của Văn phòng Sở hữu Trí tuệ Liên minh Châu Âu. IGN đã chỉ ra sự giới thiệu gần đây của một Pokémon mới, Magearna, như chỉ ra hai trò chơi sẽ được tiết lộ. Hai trò chơi đã được chính thức công bố vào ngày hôm sau trong một bài thuyết trình của Nintendo Direct cũng kỷ niệm 20 năm nhượng quyền thương mại thương hiệu Pokémon. Hai trò chơi ra mắt với 9 ngôn ngữ được hỗ trợ. Vào ngày 10 tháng 5, nhiều thông tin hơn về trò chơi đã được phát hành thông qua một đoạn trailer giới thiệu mới, bao gồm Pokémon mới, hộp nghệ thuật và ngày phát hành. Pokémon Sun và Moon phát hành tại Nhật Bản, Bắc Mỹ và Úc vào ngày 18 tháng 11 năm 2016 và tại Châu Âu vào ngày 23 tháng 11 năm 2016. Truyện tranh dựa trên Pokémon Sun và Moon được ra mắt cùng với phiên bản CoroCoro Comic vào ngày 15 tháng 9 năm 2016. Những người mua sớm hai trò chơi đã nhận được một con Gonbe đặc biệt đang nắm giữ Snorlium Z, cho phép nó sử dụng một Z-Move độc quyền cho Gonbe, tiến hóa Gonbe, thông qua một sự kiện phân phối không dây. Một đoạn tralier giới thiệu hai trò chơi ở Nhật Bản đã được công bố vào ngày 8 tháng 9 năm 2016. Một Nintendo 3DS XL mới chủ đề phiên bản Sun và Moon được phát hành vào ngày 28 tháng 10 năm 2016.
Tương tự như Pokémon Omega Ruby và Alpha Sapphire, một bản demo đặc biệt đã được phát hành vào ngày 18 tháng 10 năm 2016. Vào ngày 27 tháng 10 năm 2016 trong cuộc họp tài chính của Nintendo, họ tuyên bố bản demo đã được tải xuống hơn 3,5 triệu lần, là bản demo "bán chạy" phổ biến nhất và nhanh nhất trong lịch sử 3DS. Pokémon Sun và Moon là những trò chơi được đặt hàng trước nhiều nhất trong lịch sử của Nintendo. Hai trò chơi cũng là phiên bản trò chơi 3DS được mong đợi nhất năm 2016, theo Nielsen Game Rank.
Vài ngày trước khi phát hành, các tệp của trò chơi đã bị rò rỉ trên Internet, cho phép những tên cướp biển phần mềm truy cập vào toàn bộ trò chơi, bao gồm các chức năng trực tuyến, trước khi phát hành. Nintendo đã hành động nhầm chống lại những người sử dụng các tính năng Internet, cấm người dùng tham gia không chỉ sử dụng các tính năng trực tuyến của trò chơi ngay cả khi sau đó chơi bản phát hành chính hãng, mà còn truy cập các dịch vụ trực tuyến 3DS khác, như eShop và Miiverse.

## Tiếp nhận

### Đánh giá chuyên môn
Pokémon Sun và Moon nhận được số điểm 87/100 trên Metacritic dựa trên 84 đánh giá, cho biết "đánh giá chung có lợi". Điều này đã khiến Sun và Moon trở thành các game 3DS được xếp hạng cao thứ 5 và 6 trong năm 2016, và thứ 19 và 20 trên danh sách máy chơi game cầm tay mọi thời đại. Thay đổi hệ thống nhà thi đấu đã nhận được sự tán dương rộng rãi từ các nhà phê bình, một số người đã xem sự thay đổi này là một bước tiến lớn trong sự phát triển trong tương lai của thương hiệu nhượng quyền thương mại.
Tạp chí Famitsu của Nhật Bản đã xếp hạng bộ trò chơi với mức đánh giá 38/40. Viết cho trang web đánh giá trò chơi video IGN, Kallie Plagge đã chấm điểm 9/10 cho hai trò chơi và nói rằng các trò chơi "chuyển đổi công thức để tạo ra một cuộc phiêu lưu hấp dẫn và cải thiện hơn các phiên bản trước", ngoài việc ca ngợi giao diện chiến đấu hợp lý và cơ chế khác có trong trò chơi. Alex Olney của Nintendo Life gọi chúng là những trò chơi Pokémon hay nhất từng được sản xuất, nhận xét rằng thiết kế của Alola mang lại cảm giác tự nhiên và có tổ chức, ca ngợi Game Freak vì đã cân bằng thành công các cơ chế bổ sung mà không khiến người hâm mộ hiện tại xa lánh. Chris Tapsell của Eurogamer gọi các trò chơi là "thế hệ tốt nhất trong hơn một thập kỷ". Hai trò chơi đã đạt được thứ hạng "quan trọng" từ trang web.
Mặt khác, Tapsell cũng nhận xét rằng vài giờ đầu tiên của trò chơi có quá nhiều hướng dẫn và lối chơi được bảo vệ. Hai trò chơi cũng nhận được những lời chỉ trích về câu chuyện, với Justin Haywald của GameSpot đánh giá câu chuyện của trò chơi là nhàm chán với một kết luận bất ngờ khiến người chơi muốn mặc dù Sun và Moon xuất sắc về lối chơi cốt lõi của họ, trong khi Allegra Frank của Polygon chỉ trích lối chơi dài dòng và thiếu nội dung vượt ra ngoài cốt truyện chính mặc dù hai trò chơi có "hành trình Pokémon đáng nhớ nhất trong nhiều năm".

### Doanh số
Theo Nintendo của Hoa Kỳ, Sun và Moon là những tựa game bán chạy nhất trong lịch sử của Nintendo. Tính đến ngày 30 tháng 9 năm 2019, Sun và Moon đã bán được 16,17 triệu bản, trở thành các tựa game Nintendo 3DS bán chạy thứ ba sau cả Mario Kart 7 và Pokémon X và Y. Trong cuộc gọi hội nghị thu nhập quý 3 của GameStop, Pokémon Sun và Moon được cho là đã có nhiều đơn đặt hàng trước nhất cho bất kỳ trò chơi video nào trong năm năm qua. Đây là trò chơi bán chạy nhất năm 2016 của GameStop, bán chạy hơn cả Call of Duty: Infinite Warfare. Vào ngày đầu tiên phát hành, Pokémon Sun và Moon đã xuất xưởng 10 triệu đơn vị trên toàn thế giới. Hai trò chơi đã bán được hơn 1,9 triệu bản tại Nhật Bản trong ba ngày đầu tiên xuất hiện trên thị trường và là trò chơi ra mắt lớn nhất mọi thời đại của Nintendo ở châu Âu, với Vương quốc Anh và Pháp khi ra mắt đã bán lần lượt 368.000 và 450.000 bản trong vòng một tuần trong số 1.5 triệu bản bán ra ở lục địa này. Doanh số bán hàng của hai trò chơi tại Châu Âu đã vượt qua mốc 2 triệu trong tuần tiếp theo. Ở Bắc Mỹ, hai trò chơi đã bán được hơn 3,7 triệu đơn vị trong vòng chưa đầy hai tuần sau khi phát hành lần đầu và tăng lên 4,5 triệu vào giữa tháng 1.

## Phiên bản tiếp theo
Vào ngày 6 tháng 6 năm 2017, hai trò chơi tiếp theo dành cho Nintendo 3DS: Pokémon Ultra Sun và Ultra Moon, đã được công bố trong buổi thuyết trình của Nintendo Direct. Hai trò chơi kế tiếp này được phát hành độc quyền trên Nintendo 3DS vào ngày 17 tháng 11 năm 2017 dưới dạng trò chơi cầm tay cuối cùng của thương hiệu nhượng quyền thương mại, có cốt truyện thay thế được đặt trong thế giới của Sun và Moon, và cũng có các Pokémon và địa điểm không có trong các trò chơi gốc.